# Château de Boulot
Le château de Boulot est un château situé à Boulot, en France.

## Localisation
Le château est situé sur la commune de Boulot, dans le département français de la Haute-Saône.

## Historique
L'édifice est inscrit au titre des monuments historiques en 1994.